# Аманда Лонґан
Аманда Лонґан (англ. Amanda Longan, 16 січня 1997) — американська ватерполістка.
Олімпійська чемпіонка 2020 року.
Чемпіонка світу з водних видів спорту 2022 року.